# 范藹
范藹（425年—445年），南阳順陽（今河南省淅川县李官桥镇）人，順陽范氏第七代。其父范曄在南朝宋其間曾任太子詹事及著有史學著作《後漢書》。另有兩兄弟，范遙、范叔蔞。其妻王氏乃南朝宋武帝劉裕的二女兒劉榮男之女，並育有一子范魯連。范藹年幼時喜愛整潔，衣服可以整年也不沾一點灰塵，二十歲時因其父范曄謀反的罪名被滿門抄斬。

## 逸事
被其父范曄牽連后，范藹在臨行刑前喝醉，就拾起泥土、果皮掉向其父及駡了其父數十聲，范曄就問范藹：「你憎恨我嗎？」范藹答：「今天何必再憎恨，但是父子一同死去，不能不悲痛罷了。」。

## 參看
- 順陽范氏